# Ekologická nika
Termínem ekologická nika (resp. nika) se v obecné ekologii označuje souhrn životních podmínek, které umožňují životaschopnou existenci populace určitého druhu. Tyto podmínky jsou určovány faktory prostředí, které lze dělit na abiotické (např. teplota, vlhkost, sluneční záření) a biotické (přítomnost potravy, predátorů a zdrojů). Vztah populace k jednotlivým ekologickým faktorům je popisován pojmem ekologická valence. Alternativní definice niky je tedy soubor ekologických valencí.

## Vývoj pojmu
Výraz nika použil poprvé v roce 1917 americký přírodovědec Joseph Grinell. V jeho pojetí byla nika druhu určena ekologickými faktory stanoviště, ve kterém se druh vyskytuje. Odlišné chápaní termínu nika zavedl roku 1927 britský ekolog Charles S. Elton. Nikou v Eltonově pojetí jsou role a funkce, které druh v ekosystému zastává a jejichž prostřednictvím ovlivňuje ostatní druhy a spoluurčuje jejich niky (tzv. biologická interakce) - např. opylovač.
První komplexně pojatou teorii ekologické niky zformuloval roku 1957 britsko-americký zoolog George E. Hutchinson. V Hutchinsonově matematicky definovaném pojetí je souhrn ekologických faktorů n-dimenzionálním nadprostorem, kde každý faktor představuje jednu dimenzi (rozměr). Ekologická nika populace je pak část tohoto nadprostoru, v němž rozsah ekologických faktorů poskytuje vyhovující podmínky pro život a rozmnožování druhu. Kvůli chybné interpretaci této matematické definice bývá ekologická nika často nesprávně vnímána jako výsek běžného trojrozměrného prostoru obývaný příslušnou populací.

## Teorie ekologické niky

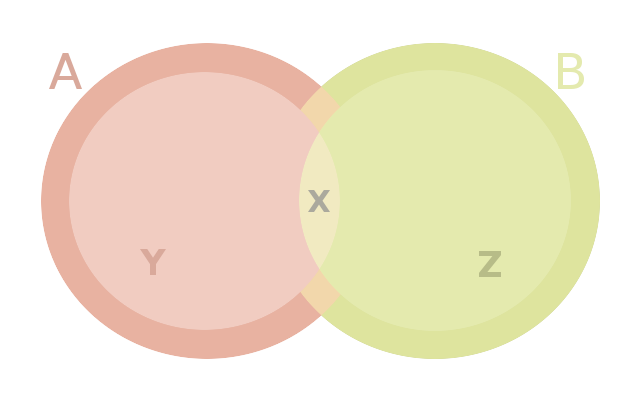
Zjednodušené grafické znázornění ekologických nik dvou druhů.
A - fundamentální nika druhu 1;
B - fundamentální nika druhu 2;
Y - realizovaná nika druhu 1;
Z - realizovaná nika druhu 2;
X - překryv realizovaných nik obou druhů, ve kterém se projevuje kompetice

Každý druh má určité nároky na své prostředí. Tyto nároky popisuje tzv. fundamentální nika (také základní či potenciální). Jedná se o niku, kterou by daný organismus zaujal, pokud by nebyl nijak omezován jinými organismy. Jsou-li ekologické faktory v daném prostředí mimo rozsah daný fundamentální nikou (např. příliš nízká teplota nebo absence vhodné potravy), takový druh zde nemůže dlouhodobě přežít.
Nika, kterou populace reálně v příslušném ekosystému zaujme, se nazývá realizovaná nika. Tato nika se pro jednotlivé populace daného druhu liší, protože závisí na přítomnosti dalších organismů. Pokud se v daném prostředí nachází další organismy s podobnými nároky na prostředí (např. dva příbuzné druhy ptáků), může dojít k tzv. překryvu nik. Protože žádné dva druhy nemohou obsazovat zcela stejnou niku, vede to k uplatnění principu kompetičního vyloučení. Jeden nebo i oba druhy upraví svoje požadavky na prostředí tak, aby omezily negativní efekt konkurence.
Pokud nějaký druh vymře (i lokálně), zůstane po něm prázdná nika. Tato nika může, ale nemusí být obsazena jiným druhem. Příkladem ve střední Evropě může být nika odpovídající vlkovi. Tam, kde byl vlk vyhuben, došlo k přemnožení jelení a srnčí zvěře, jejíž realizovanou niku přestal vlk omezovat. V oblastech, kde byl znovu vysazen rys, mohl predací menších živočichů převzít část niky vlka. Jelena však rys prakticky nemůže ohrozit.